# Campeonato Europeo de Judo de 2002
El L Campeonato Europeo de Judo se celebró en Maribor (Eslovenia) entre el 15 y el 18 de mayo de 2002 bajo la organización de la Unión Europea de Judo (EJU) y la Federación Eslovena de Judo. 

## Medallistas

### Masculino
| Evento            | Oro                                 | Plata                           | Bronce                                                             |
| ----------------- | ----------------------------------- | ------------------------------- | ------------------------------------------------------------------ |
| –60 kg            | Yacine Douma Francia                | Elçin İsmayılov Azerbaiyán      | Nestor Jerguiani · Georgia · Yevgueni Stanev · Rusia               |
| –66 kg            | Miklós Ungvári · Hungría            | Jozef Krnáč · Eslovaquia        | Islam Matsiev · Rusia · Musa Nastuyev · Ucrania                    |
| –73 kg            | Anatoli Lariukov · Bielorrusia      | David Kevjishvili Georgia       | Vsevolods Zeļonijs · Letonia · Giuseppe Maddaloni · Italia         |
| –81 kg            | Iraklı Uznadze Turquía              | Aleksei Budõlin Estonia         | Roberto Meloni · Italia · Robert Krawczyk · Polonia                |
| –90 kg            | Valentyn Hrekov · Ucrania           | Siarhei Kujarenka · Bielorrusia | Mark Huizinga · Países Bajos · Zurab Zviadauri · Georgia           |
| –100 kg           | Elco van der Geest · Bélgica        | Martin Padar Estonia            | Antal Kovács · Países Bajos · Ihar Makarau · Bielorrusia           |
| +100 kg           | Tamerlan Tmenov · Rusia             | Pedro Soares Portugal           | Dennis van der Geest · Países Bajos · Janusz Wojnarowicz · Polonia |
| Categoría abierta | Dennis van der Geest · Países Bajos | Alexandr Mijailin · Rusia       | Ruslan Sharapov · Bielorrusia · Pedro Soares · Portugal            |

### Femenino
| Evento            | Oro                            | Plata                            | Bronce                                                                   |
| ----------------- | ------------------------------ | -------------------------------- | ------------------------------------------------------------------------ |
| –48 kg            | Frédérique Jossinet Francia    | Tatsiana Maskvina · Bielorrusia  | Giuseppina Macrì · Italia · Laura Moise-Moricz · Rumania                 |
| –52 kg            | Georgina Singleton Reino Unido | Ana Carrascosa Zaragoza · España | Petra Nareks · Eslovenia · Alina Dumitru · Rumania                       |
| –57 kg            | Cinzia Cavazzuti · Italia      | Yvonne Bönisch · Alemania        | Deborah Gravenstijn · Países Bajos · Isabel Fernández Gutiérrez · España |
| –63 kg            | Lucie Décosse Francia          | Karen Roberts Reino Unido        | Gella Vandecaveye · Bélgica · Claudia Heill · Austria                    |
| –70 kg            | Adriana Dadci · Polonia        | Edith Bosch · Países Bajos       | Amina Abdellatif Francia Raša Sraka Eslovenia                            |
| –78 kg            | Céline Lebrun Francia          | Lucia Morico · Italia            | Claudia Zwiers · Países Bajos · Anastasiya Matrosova · Ucrania           |
| +78 kg            | Sandra Köppen · Alemania       | Anne-Sophie Mondière Francia     | Françoise Harteveld · Países Bajos · Barbara Andolina · Italia           |
| Categoría abierta | Katja Gerber · Alemania        | Tea Donguzashvili · Rusia        | Éva Bisseni · Francia · Barbara Andolina · Italia                        |

## Medallero
| Núm. | País         | Oro | Plata | Bronce | Total |
| ---- | ------------ | --- | ----- | ------ | ----- |
| 1    | Francia      | 4   | 1     | 2      | 7     |
| 2    | Alemania     | 2   | 1     | 0      | 3     |
| 3    | Bielorrusia  | 1   | 2     | 2      | 5     |
| 3    | Rusia        | 1   | 2     | 2      | 5     |
| 5    | Países Bajos | 1   | 1     | 6      | 8     |
| 6    | Italia       | 1   | 1     | 5      | 6     |
| 7    | Reino Unido  | 1   | 1     | 0      | 2     |
| 8    | Polonia      | 1   | 0     | 2      | 3     |
| 8    | Ucrania      | 1   | 0     | 2      | 3     |
| 10   | Bélgica      | 1   | 0     | 1      | 2     |
| 11   | Hungría      | 1   | 0     | 0      | 1     |
| 11   | Turquía      | 1   | 0     | 0      | 1     |
| 13   | Estonia      | 0   | 2     | 0      | 2     |
| 14   | Georgia      | 0   | 1     | 2      | 3     |
| 15   | España       | 0   | 1     | 1      | 2     |
| 15   | Portugal     | 0   | 1     | 1      | 2     |
| 17   | Azerbaiyán   | 0   | 1     | 0      | 1     |
| 17   | Eslovaquia   | 0   | 1     | 0      | 1     |
| 19   | Eslovenia    | 0   | 0     | 2      | 2     |
| 19   | Rumania      | 0   | 0     | 2      | 2     |
| 21   | Austria      | 0   | 0     | 1      | 1     |
| 21   | Letonia      | 0   | 0     | 1      | 1     |
|      | TOTAL        | 16  | 16    | 32     | 64    |